# Tehuacana (Teksas)
Tehuacana je gradić u američkoj saveznoj državi Teksas. Prema popisu stanovništva iz 2010. u njemu je živjelo 283 stanovnika.